# Jaroslav Černý (fotbalista)
Jaroslav Černý (* 26. června 1979, Horní Benešov, Československo) je bývalý český fotbalový záložník. Mimo Česko působil na klubové úrovni v Turecku, Německu, Rakousku a na Slovensku. Na kontě má dva starty za reprezentační A-tým České republiky.

## Klubová kariéra
Se seniorským fotbalem začínal v týmu Třince, kde začal svoji kariéru a odkud přestoupil do Opavy a hned po roce se stěhoval do Olomouce. Tam vydržel dvě sezony, kde ale druhou z nich příliš nehrál a odešel tedy do Brna. Zde byl oporou týmu a až na poslední sezonu nastupoval pravidelně. V roce 2007 si ho vyhlédlo vedení týmu Českých Budějovic a Černý odešel právě do tohoto klubu. V létě toho roku se o něj začala zajímat Slavia, ale získat ho se jí podařilo až v zimě roku 2008. V sezoně 2007/08 získal se Slavií mistrovský titul a tu samou radost si mohl zopakovat i následující sezonu.
Disciplinární komise potrestala J. Černého pokutou 10 000 Kč za nafilmování faulu v utkání 25. července 2009 v zápase SK Slavia Praha – FK Mladá Boleslav. Jeho spoluhráč Marek Jarolím vyrovnal z nařízeného přímého kopu na konečných 1:1.
Na sklonku roku 2010 nastávají ve Slavii problémy s penězi, v té době také končí smlouva J. Černému. Slavia se vydává cestou šetření a nabízí tvořivému záložníkovi novou, ale nižší smlouvu, tu J. Černý odmítá a míří do tureckého týmu MKE Ankaragücü. Zde nedostává příliš prostoru a odchází do slovenského klubu FK Senica. V týmu po půl roce prodlužuje smlouvu o rok. S mužstvem je ale dohodnutý, že v případě zajímavé nabídky klub opustí. O hráče se začaly zajímat v zimním přestupovém období sezony 2012/13 České Budějovice, kam odešel na půlroční hostování. Nastoupil ale jen v 5 zápasech a v polovině dubna 2013 byl přeřazen na farmu do SK Strakonice 1908. Po konci smlouvy konci smlouvy v Senici, v létě 2013, zamířil do německého SV Bad Füssing, odkud v lednu 2014 přestoupil do rakouského klubu z nižší soutěže ATSV Schärding. Zde pobyl rok.
V současnosti působí v pražském klubu SK Dolní Chabry hrajícím 1.A třídu.

## Reprezentační kariéra
V létě roku 2009 byl nominován do reprezentace trenérem Strakou na domácí přátelský zápas v Jablonci nad Nisou s Maltou. Ten se uskutečnil 5. června 2009 a Černý odehrál první poločas, utkání skončilo hubenou výhrou domácího celku 1:0.
Nominován byl také později trenérem Bílkem na přátelské turné v USA, kde nastoupil v 63. minutě do zápasu s Tureckem (22. května 2010, výhra Turecka 2:1).
Zápasy Jaroslava Černého v A-mužstvu české reprezentace
| Rok    | Zápasy | Góly |
| ------ | ------ | ---- |
| 2009   | 1      | 0    |
| 2010   | 1      | 0    |
| Celkem | 2      | 0    |